# Jason McCartney
Jason McCartney (født 3. september 1973) er en amerikansk tidligere professionel landevejscykelrytter.
I 2007 vandt han 14. etape af Vuelta a España